# My Graduation
Singles de SPEED
White Love
(15 octobre 1997) Alive
(1er juillet 1998)
My Graduation (écrit en minuscules : my graduation) est le sixième single de SPEED.

## Présentation
Le single, écrit, composé et produit par Hiromasa Ijichi, sort le 18 février 1998 au Japon sur le label Toy's Factory, au format mini-CD single de 8 cm de diamètre (alors la norme pour les singles au Japon), quatre mois seulement après le précédent single du groupe, White Love. Comme lui, il atteint la 1re place du classement des ventes de l'Oricon, et reste classé pendant 13 semaines. Il se vend à plus d'un million et demi d'exemplaires et restera le 2e single le plus vendu du groupe, derrière White Love.
La chanson-titre My Graduation a été utilisée comme thème musical pour un clip publicitaire pour des nouilles de la marque Nissin. Elle figurera dans une version remaniée ("Album Version") sur le deuxième album du groupe, Rise, qui sortira deux mois plus tard. Elle figurera aussi sur les compilations Moment de 1998 (dans sa version d'origine) et Dear Friends 1 de 2000 (dans sa version "album") ; elle sera interprétée sur les albums live Speed Memorial Live de 2001 et Best Hits Live de 2004 ("Unplugged"), et sera aussi ré-enregistrée pour l'album de reprise Speedland de 2009.
La chanson en "face B", Brand-New Weekend, a également été utilisée comme thème musical pour un clip publicitaire pour des imprimantes de la marque Epson, et figurera aussi sur l'album Rise dans une version remaniée sous-titrée "Varick Street Mix". Le single contient aussi les versions instrumentales des deux chansons.

## Liste des titres
Toutes les chansons sont écrites et composées par Hiromasa Ijichi, arrangées par Yasutaka Mizushima.
| CD    | CD                                               | CD    | CD | CD | CD | CD | CD | CD | CD |
| No    | Titre                                            | Durée |    |    |    |    |    |    |    |
| ----- | ------------------------------------------------ | ----- | -- | -- | -- | -- | -- | -- | -- |
| 1.    | My Graduation (my graduation)                    | 5:27  |    |    |    |    |    |    |    |
| 2.    | Brand-New Weekend                                | 4:27  |    |    |    |    |    |    |    |
| 3.    | My Graduation (Instrumental) (my graduation ...) | 5:27  |    |    |    |    |    |    |    |
| 4.    | Brand-New Weekend (Instrumental)                 | 4:27  |    |    |    |    |    |    |    |
| 20:01 |                                                  |       |    |    |    |    |    |    |    |